# Гейнал Маріацький
Маріацький хейнал (пол. Hejnał mariacki) —- мелодія у тональності фа мажор, яку щогодини грають на трубі з північної вежі костелу Діви Марії у Кракові. Щодня опівдні мелодія транслюється в ефірі радіостанції «Polskie Radio Program I». Двадцятичотиригодинну вахту несуть одночасно два хейналісти, пожежники Державної пожежної служби, які виконують мелодію 48 разів впродовж доби. Кожної повної години хейнал лунає чотири рази у різні сторони світу.

## Історія
Спочатку хейнал виконувався лише опівдні, від 13 лютого 1838 року пунктуально визначав дванадцяту годину. У такий спосіб Краків став першим польським містом, в якому подавалася точна година. Цим місто завдячувало цим професору Максиміліану Вейсу, директорові Астрономічної обсерваторії Яґеллонського університету в Кракові.
Час з краківської обсерваторії транслювався за допомогою радіо на усю Польщу. Останній сигнал часу з Кракова подано 1 квітня 1984 року. Задля скорочення витрат з того часу почалась трансляція часу з Варшави. Безпосередньо після нього звучала жива мелодія хейналу з вежі костелу Діви Марії. Вперше мелодія на польському радіо прозвучала 16 квітня 1927 року. Нині час подає Лабораторія часу та частот Центрального відділу вимірів; хейнал транслюється в ефірі радіостанції «Polskie Radio Program I».

## Легенда

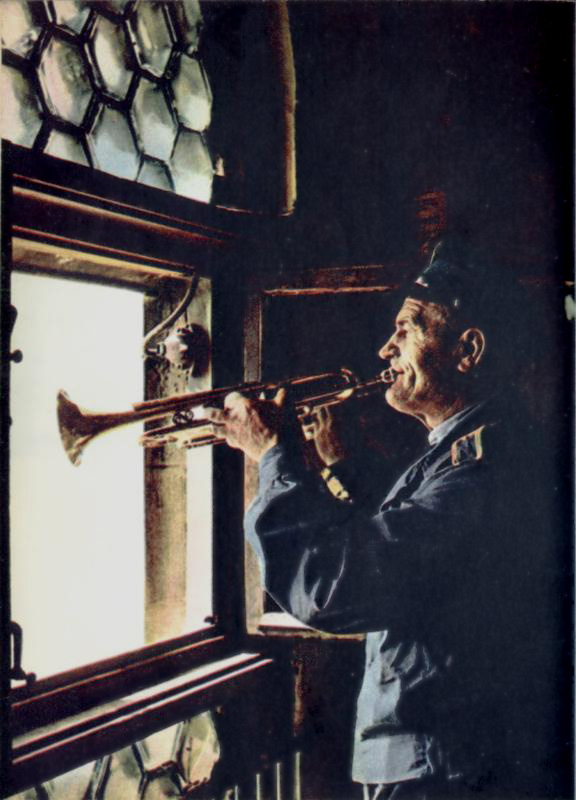
Хейналіст

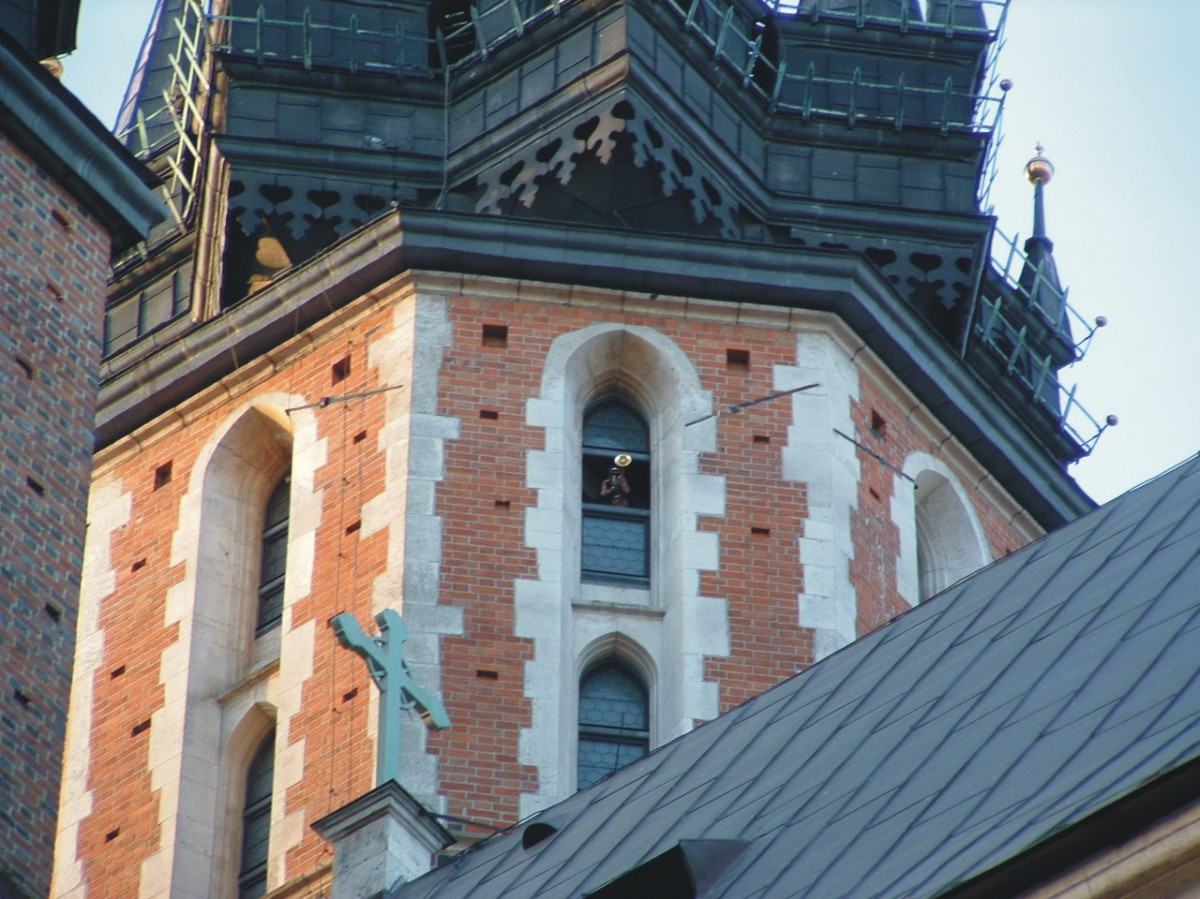
Хейнал — гра для короля

Про те, чому мелодія хейналу раптово уривається і не виконується до кінця, говорить легенда: "Маючи дві вежі, Маріаський Костел служив важливим місцем для Кракова. З найвищої вежі, яку також називають хейналиською (водночас це найвища вежа у місті), протягом віків міський стражник за допомогою труби щоранку подавав сигнал, щоб відчинити ворота міста, а ввечері — зачинити. Крім того, за допомогою труби подавався сигнал тривоги, коли траплялася пожежа або наближався ворог. Одного разу, коли татари, що дуже часто нападали на південну Польщу, дійшли до Кракова, стражник почав грати хейнал. Міські ворота одразу зачинили, але татарська стріла пронизала горло польського хейналіста, перш ніж він закінчив мелодію. На пам'ять про цей випадок мелодія завжди раптово уривається.
Легенда постала зовсім недавно — у двадцятих роках XX століття. Її авторкою стала Аніела Прушинська, яка — під час вечері з Еріком П. Келлі — у відповідь на питання свого гостя чому мелодія хейналу так раптово уривається — швидко вигадала історію про татарську стрілу. У письмовій формі легенда вперше згадується у романі Еріка П. Келлі «Трубач з Кракова» (1928).

## Продовження легенди

### Трубач із Самарканда
В оповіданні «Трубач із Самарканда» Ксаверія Прушинського описано події, які виявились другою частиною тієї ж легенди: "Коли на чолі Генерала Андерса польські дивізії виходили з радянських концтаборів, вони затрималися у Самарканді. До генерала навідалась місцева старшина й попросила декількох трубачів. Генерал погодився. Трубачам наказали виконати мелодію, яку вони грали з давніх часів у столиці своєї країни, мелодію, яку вони грають із вежі. Солдати здогадалися, що мова йде про хейнал маріаський й заграли. Виконували мелодію кілька разів у різних місцях. Проте, ніхто не хотів їм пояснити, нащо грають саме хейнал і для чого власне у Самарканді. Нарешті хтось проговорився. Усі війни завжди супроводжувала бюрократія. Перед походом записувалась точна кількість людей, коней, спорядження, втрати й зиск тощо. Казали, що існував такий собі запис про похід в північно-західний край. Похід завершився великою поразкою й загибеллю багатьох хоробрих воїнів та командирів. Поразка стала результатом Божого гніву. Бог образився на своїх вірних і накликав на них прокляття, бо вони напали на місто, коли жителів саме закликали на молитву. Відомо, що в ісламській культурі музика, що лунає з верху вежі, є нічим іншим як закликом до молитви. Це прокляття мало тяжіти над народом до тих пір, поки з того краю не приїде воїн і не заграє ту саму мелодію в Самарканді. Важко сказати, чи це правда, чи просто літературна вигадка.

### Битва при Монте-Кассіно

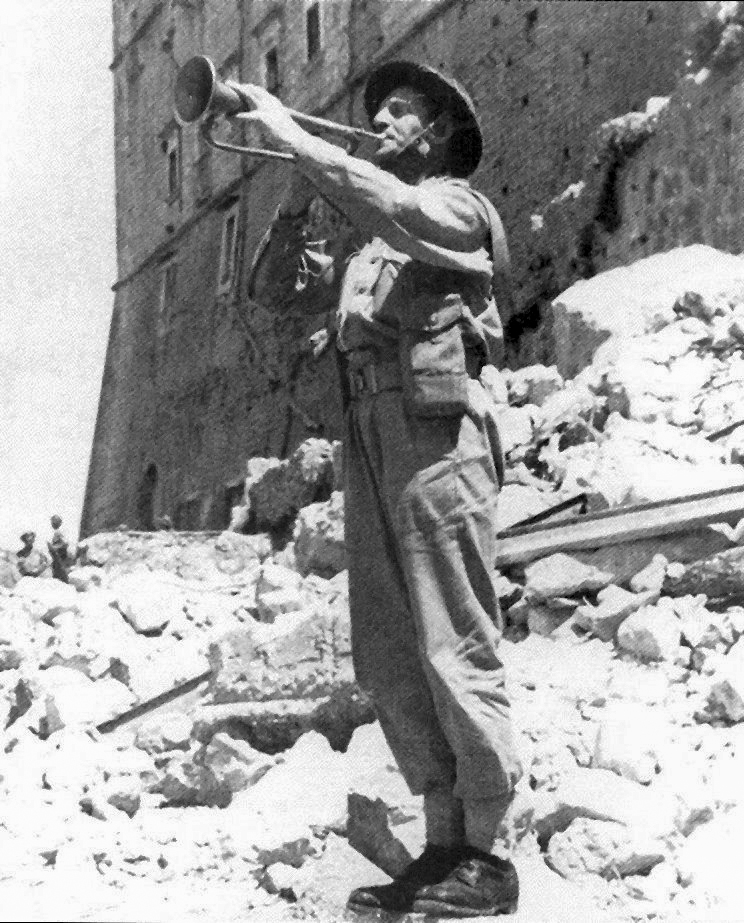

Мелодія хейналу супроводжувала поляків у важливих історичних подіях: 18 травня 1944 року опівдні під час битви при Монте-Кассіно польський сержант Еміль Чех раптом виконав маріаський хейнал на трубі, оголосивши перемогу польських солдатів у битві.
1961 року комуністична цензура вимагала на короткий час змінити офіційну назву хейналу з «маріаського» на «краківський».
11 червня 2000 року Хейнал на тисячу труб побив рекорд і увійшов до Книги рекордів Гіннеса. Сталося це опівдні на краківському Головному Ринку, де на трубі заграли близько 2000 музикантів. Приводом для збору такого великого колективу стали щорічні Міжнародні зустрічі військового оркестру у Кракові. Разом із польськими трубачами хейнал грали британські, бельгійські та іспанські солдати. На трубі грали також цивільні музиканти, найстарший мав 79 років, а молодшому ще не виповнилося навіть вісім років.
Сім'я Колтон вже три покоління асоціюється з Маріаською вежею. У жовтні 2004 року, після 33 років служби, Ян Колтон пішов на заслужену пенсію. Його батько пропрацював хейналістом протягом 35 років. З січня 2005 року син Яна Колтона продовжує сімейну традицію. У 1958—1970 роках посаду другого хейналіста займав Костянтин Малек, пожежник і трубач — один зі співзасновників першого духового оркестру в Зельонках поблизу Кракова.
Хейнал у Кракові — частина традиції міста, один із його символів. Під час фестивалю «Молодіжний Краків 2000», коли протягом одного дня у трьох різних місцях відбулися три різно стильні концерти, хейнал виконувався на початку кожного з них, ставши об'єднувальним елементом.
Нетиповим, єдиним в історії хейналу, стало його одночасне виконання чотирма хейналістами. Приводом стала 130-річчя Краківської професійної пожежної служби, що відзначалася 5 червня 2003 року. Пряму трансляцію хейналу, який грали у напрямку чотирьох сторін світу, здійснювала радіостанція «Polskie Radio Program I».
Хейнал виконується чотири рази та на чотири сторони світу: вперше у напрямку Вавеля, для короля (південний напрямок). Вдруге у сторону Магістрату, для бурмістра (на захід). Третій для гостей, тобто на північ, у керунку Барбікан, а останній — раніше для торговців, а тепер для Коменданта стражі — до Малого ринку.
До верхньої кімнати вежі ведуть 239 сходинок; у середньому хейналіст долає цей шлях протягом 2 хвилин і 30 секунд.

## Інші пісні

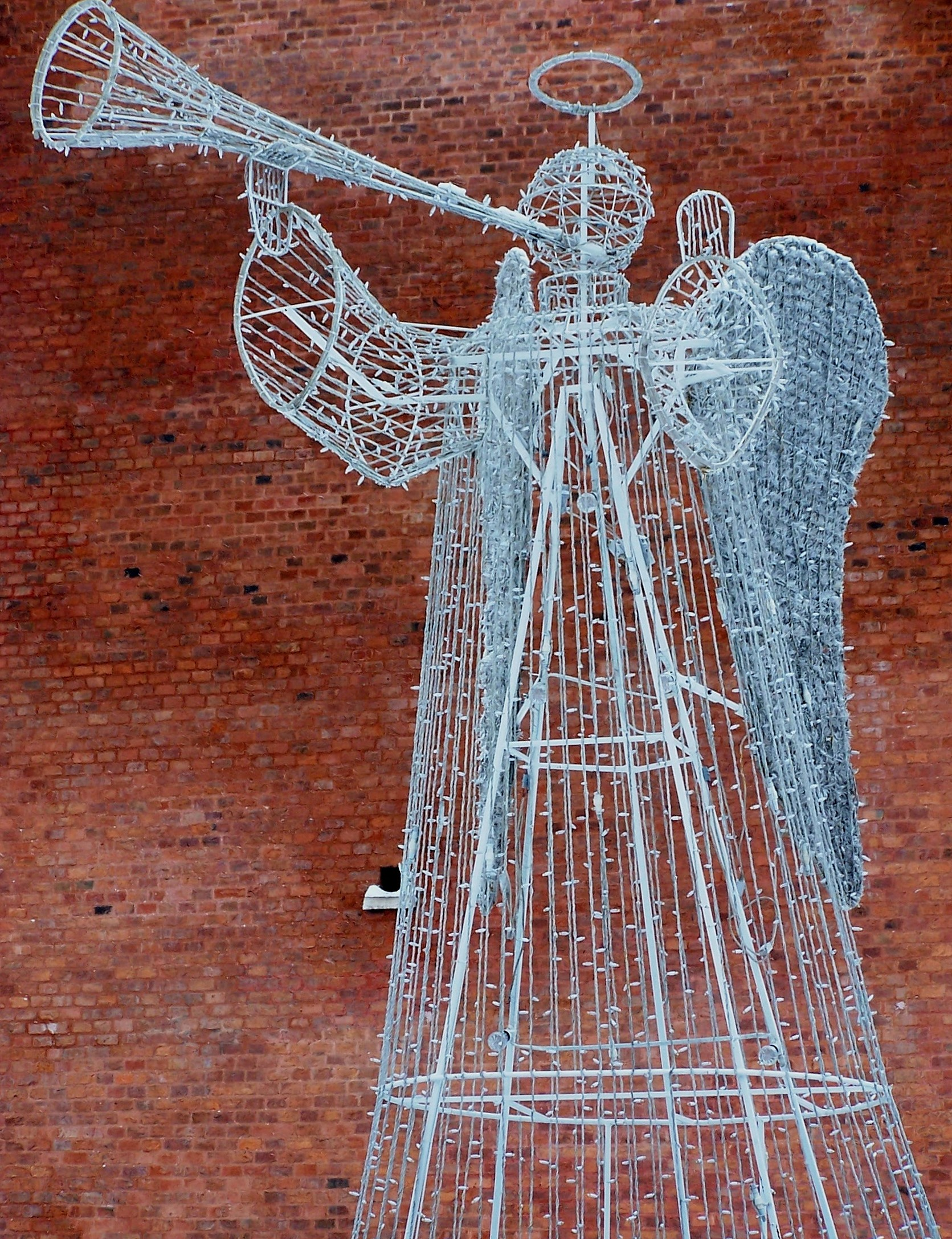
Хейналіст-ангел у Вавелі

Під час національного трауру краківські пожежники з Маріаської вежі грають жалобну пісню Łzy Matki"Сльози матері". Станом на сьогодні її виконували тричі :
- 3 квітня 2005 р. о 12:00 замість хейналу — після смерті папи Івана Павла ІІ;
- Січень 2008 р. — після катастрофи військового літака CASA у польському місті Мирославець ;
- 11 квітня 2010 року о 12:02 — після катастрофи президентського літака під Смоленськом .

З вежі також виконують інші пісні, як правило, в день поховання людей культури, пов'язаних із Краковом чи іншими подіями та річницями.